# 新塘站 (中国铁路)
新塘站是广深铁路和广汕铁路的车站，位于中国广东省广州市增城区新塘镇。该站于1910年启用，曾为四等站，后为配合兴建广汕铁路而改建为7台17线的车站，并于2023年9月26日重新启用。车站由广州局集团广深铁路公司管辖。
本站将辅助广州东站办理部分广汕、赣深高铁、广深动车始发终到作业，以及京广、南广、贵广、广汕高铁通过作业，并预留办理部分东向普客始发终到作业条件。未来亦将新建本站至广州东站的五六线工程，大部分路段位于地下。

## 历史

### 第一代车站
第一代新塘站于1908年开建，1910年随广九铁路通车而开始营运，站房面积825平方米。抗日战争爆发后，1938年10月，日军进攻新塘，车站及线路设施因遭破坏而运输瘫痪，1939年，日军修复新塘站，并恢复为日军的军事运输。
第一代站房在退出客运服务后，很长一段时间内作为广州工务段的库房使用。由于保养不善，站房内部构件风化严重，墙面和屋顶有小面积的损坏情况。因站房位于新建新塘站的12、13股道之间，影响轨道铺设，该站房于2021年4月开始整体拆除，建筑将在修缮后异址重建。铁路部门亦将待重建完成后，为其申报评定历史建筑进行挂牌保护。

### 第二代车站
1985年，第二代站房在第一代站房西侧建成。车站站房扩建至1,956平方米，站场股道也相应增加。
1991年广深准高速铁路开建，1994年完工，本站至石龙区间列车时速可达200千米。
2004年，车站不再办理客运业务。同年年底广深铁路开建第四线，第四线在车站上行方向跨越既有高速线并下穿广深高速公路。
2011年，车站进行了信号改造，安装自动闭塞反方向设备。
为与临近的穗深城际铁路车站区分，本站在2018年9月10日改名为「新塘北站」；但于2019年10月8日复名为「新塘站」，城际车站则改称新塘南站。
- 二代车站站房（2018年10月）
- 二代车站站台（2018年10月）

### 第三代车站
因广汕铁路建设需要，新塘站需拆除既有站台，并新建广深Ⅰ、Ⅱ线城际场、广深Ⅲ、Ⅳ线普速场和广汕场。
首阶段改造为拨接既有广深Ⅰ、Ⅱ、Ⅲ、Ⅳ线至北侧过渡运营，建设南侧普速场和城际场。车站新信号楼最先于2021年8月18日启用，为后续的路基、铺轨施工提供了保障，其后Ⅲ线首先于2021年12月3日拨接，Ⅳ、Ⅰ、Ⅱ线亦分别于2021年12月24日、2022年4月9日和2022年5月7日完成拨接。
第二阶段改造为拨接Ⅰ、Ⅱ、Ⅲ、Ⅳ线的过渡便线至正式线位并开通运营。2023年3月28日，Ⅰ、Ⅱ线完成拨接，广深城际场正式启用；同年5月6日，Ⅲ、Ⅳ线完成拨接，广深普速场启用；同年5月23日，广深普速场和城际场顺利联通，标志着首两个阶段的施工全部完成。
第三阶段为拆除Ⅰ、Ⅱ、Ⅲ、Ⅳ线过渡便线，建设广汕场，并开通广汕铁路。车站于2023年8月21日通过静态验收，2023年9月26日随广汕高铁开通而重新启用。惟因廣汕場工程進度大幅落後，初期列车仅停靠普速場，城際場约在数月后才開放使用。

## 车站结构

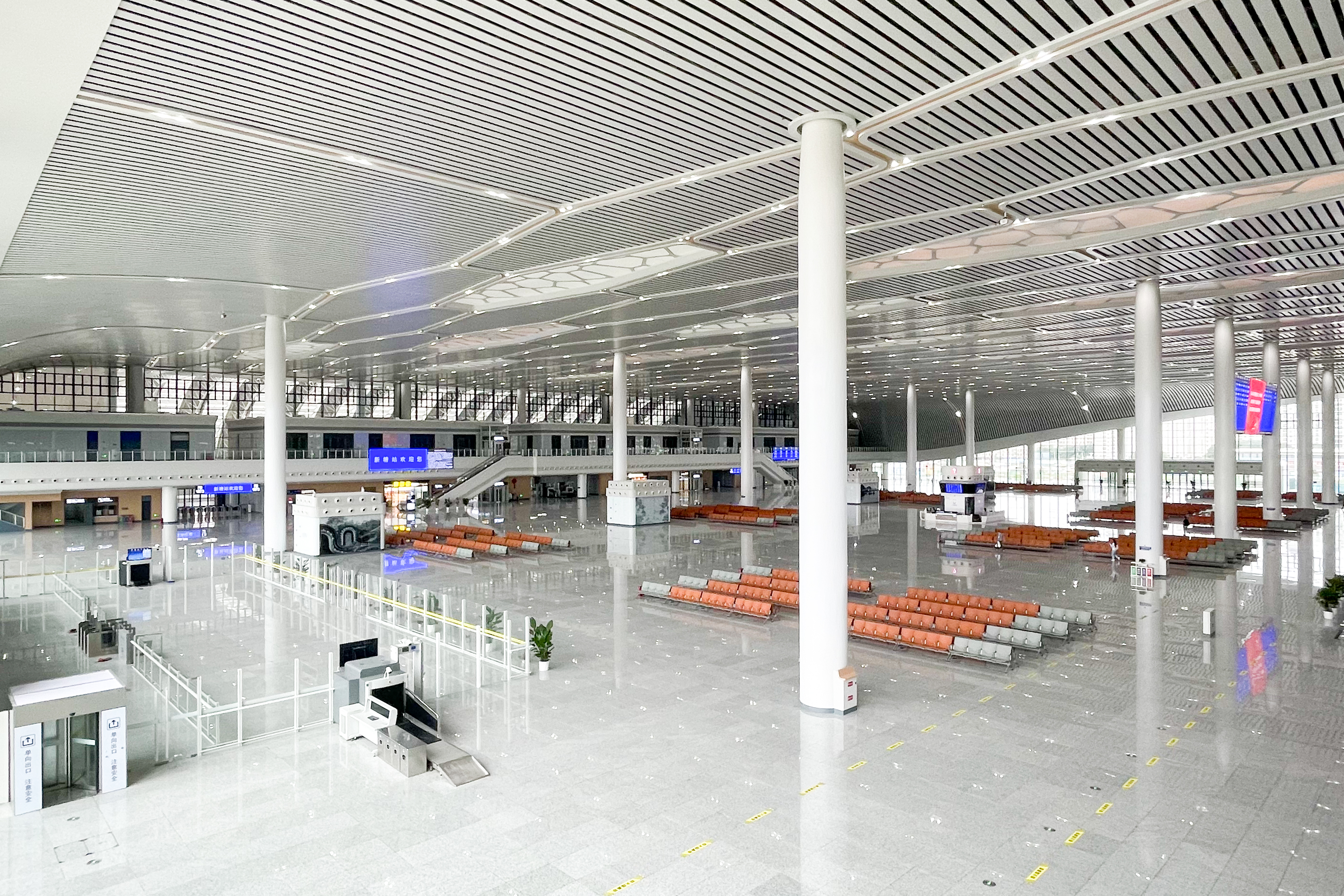
新塘站候车厅（2023年10月）

旧新塘站是广深铁路Ⅲ、Ⅳ线的中间站，设有4条股道（2条正线、2条到发线）和2座总长803米的站台:511。
新改造的新塘站共设有7台17线，总建筑面积16万平方米，其中站房建筑面积5万平方米，地面候车层33,534平方米，高架进站层13,660平方米，夹层1,793平方米。站房设有站台层、地面候车层、高架进站层和办公及设备夹层；
其中站台层分为广深Ⅰ、Ⅱ线城际场2台4线，广深Ⅲ、Ⅳ线普速场4台6线，广汕场3台7线，普速场中2座站台分别与广汕场和城际场共用。与此同时，穗深城际新塘南站亦新建设了连接本站的换乘大厅。

## 图集

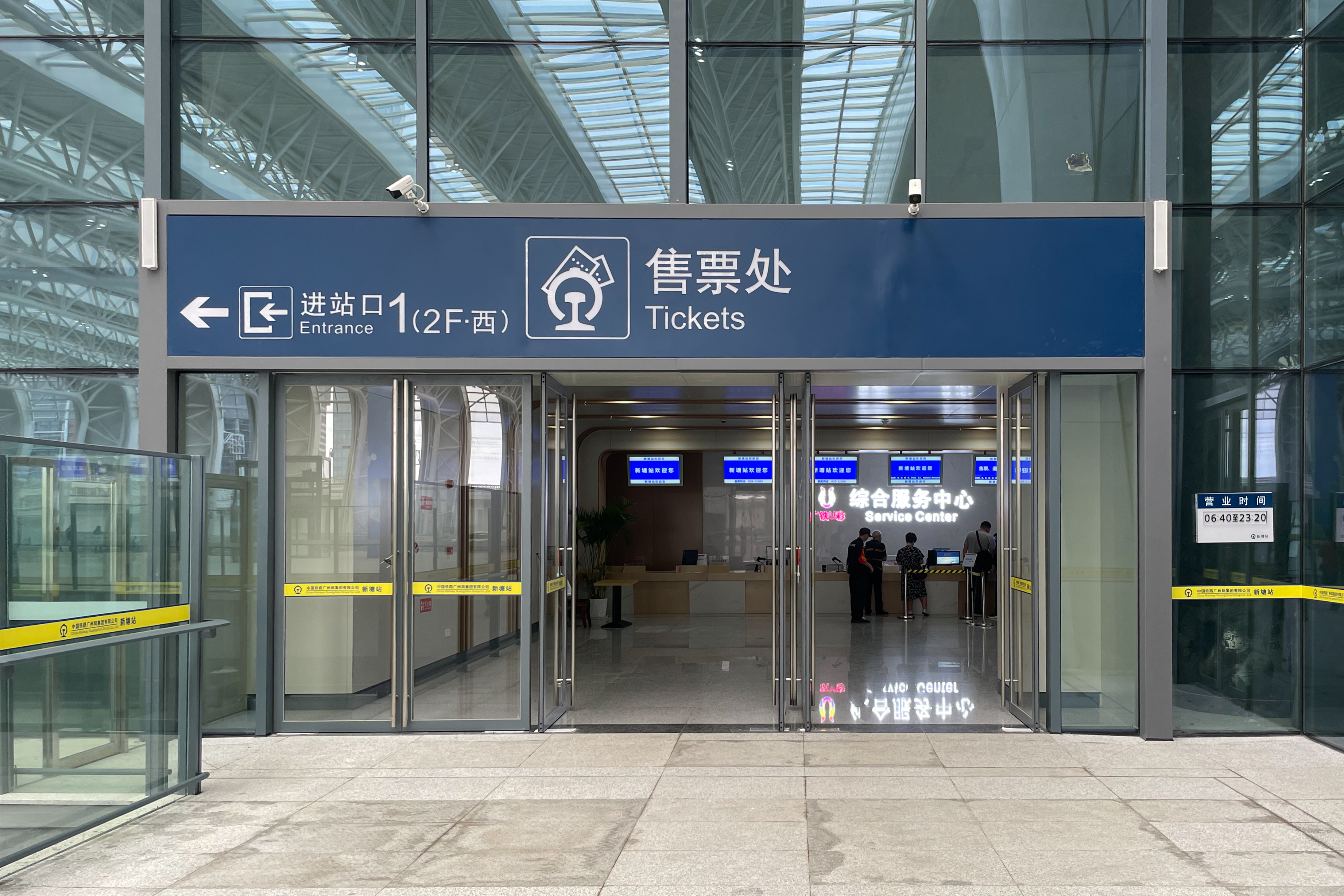
售票处
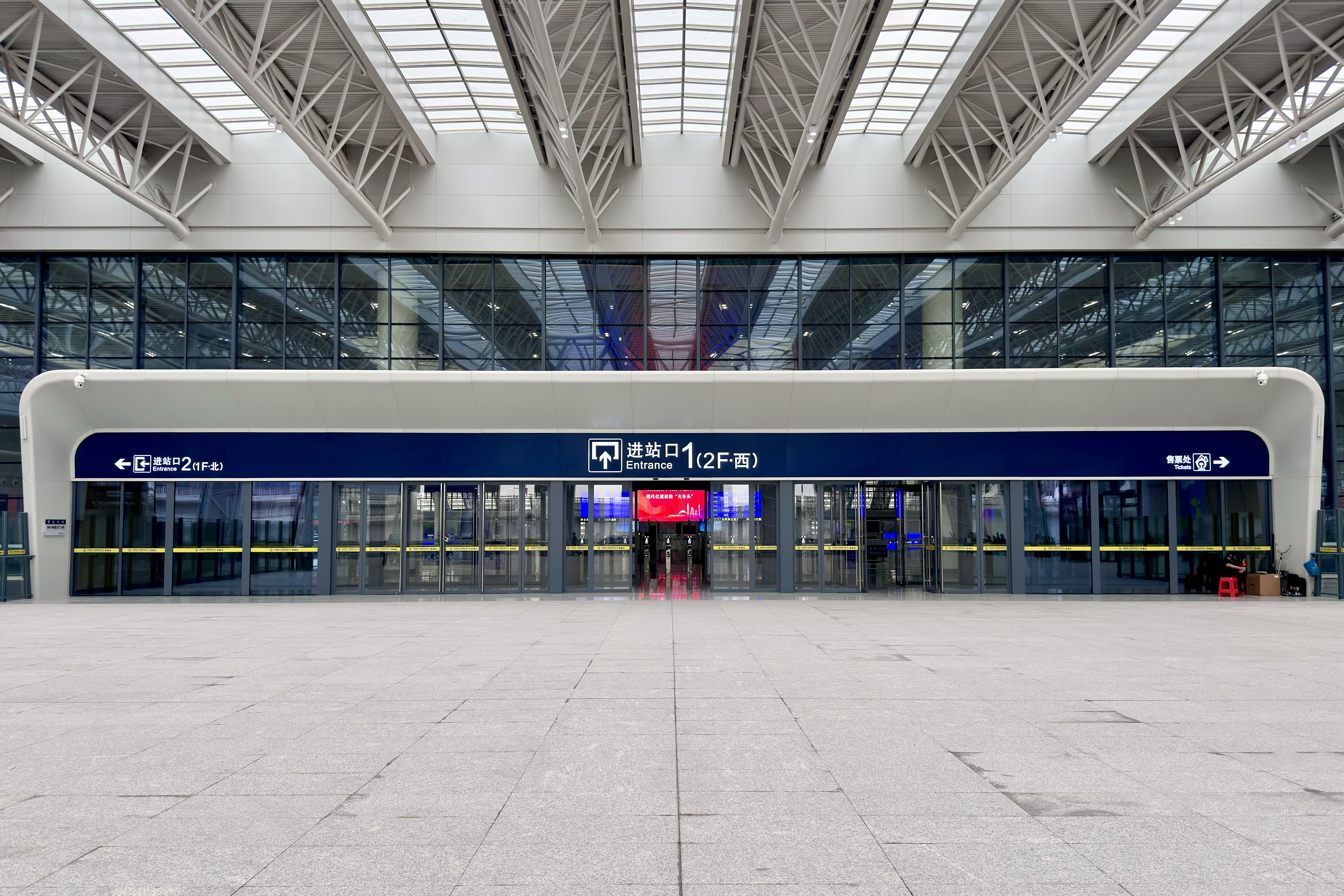
进站口1
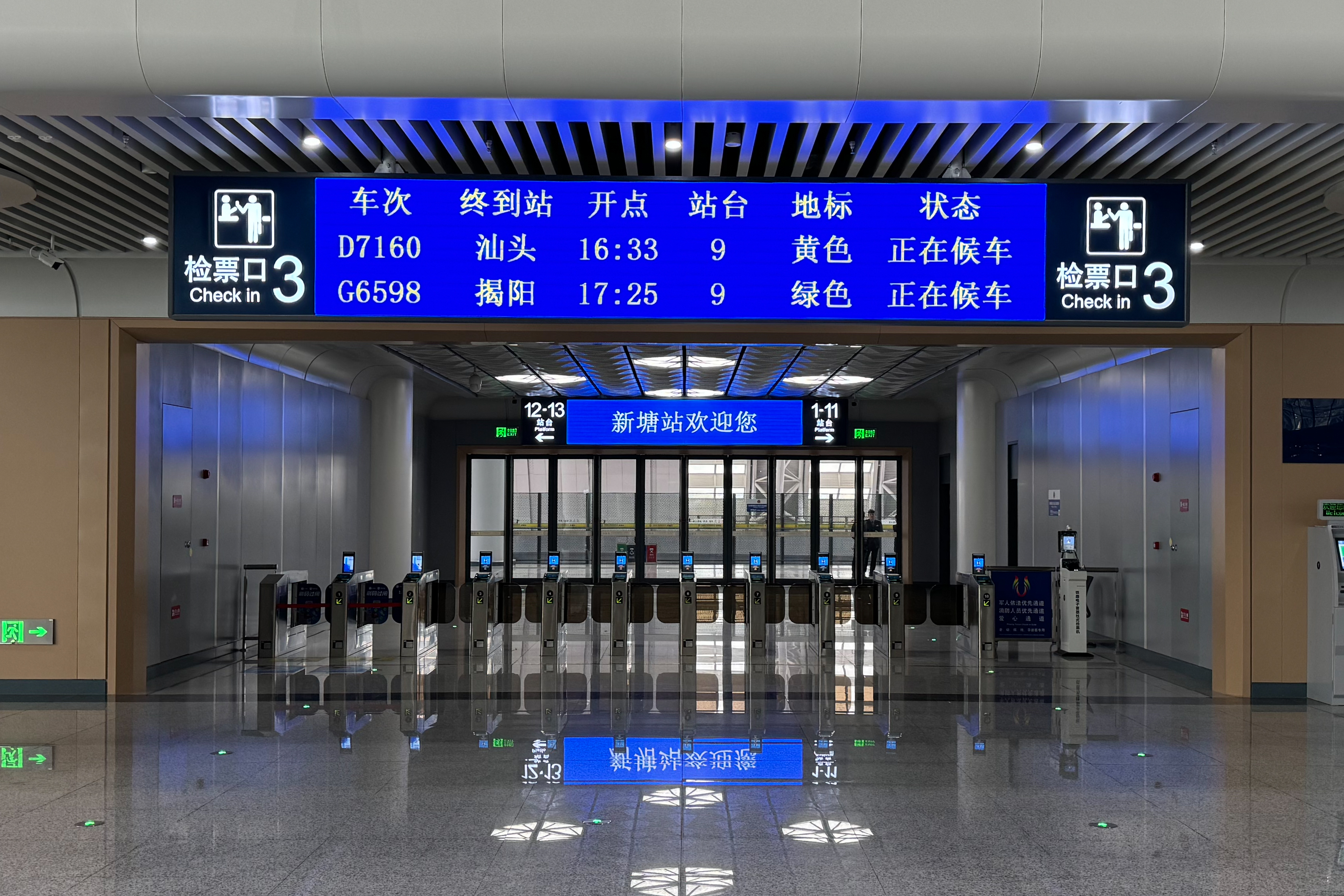
检票口3
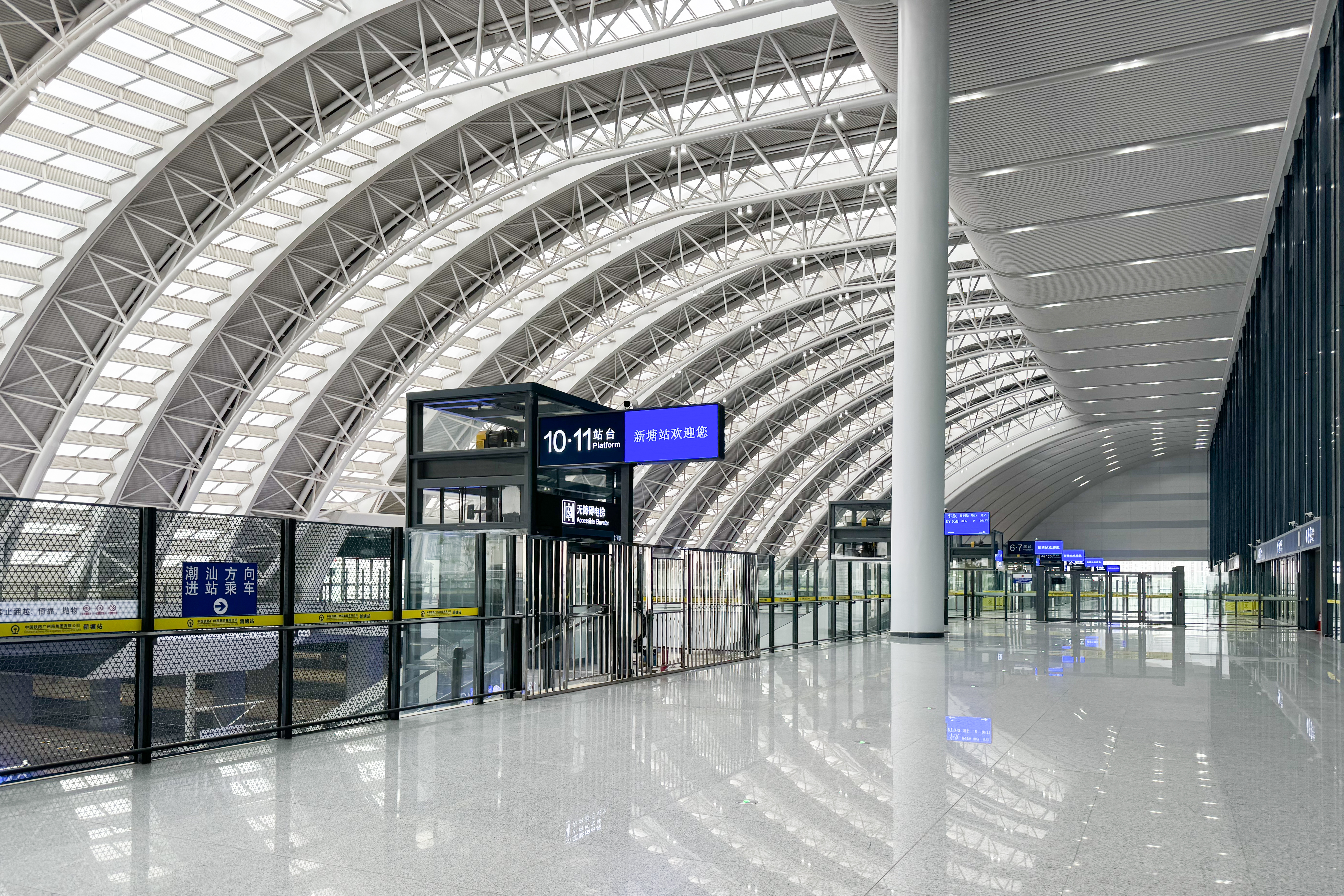
东侧进站通廊
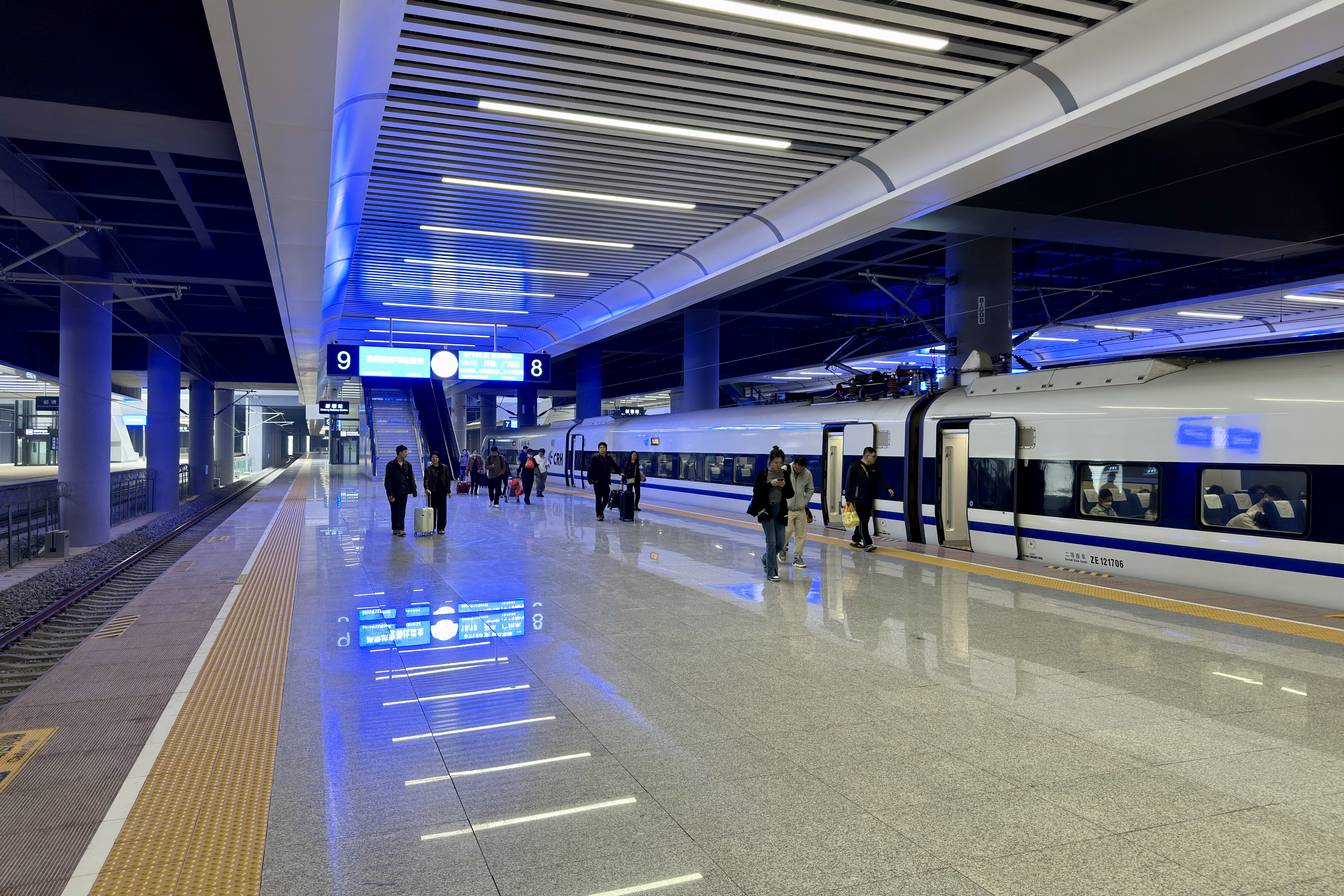
8、9站台
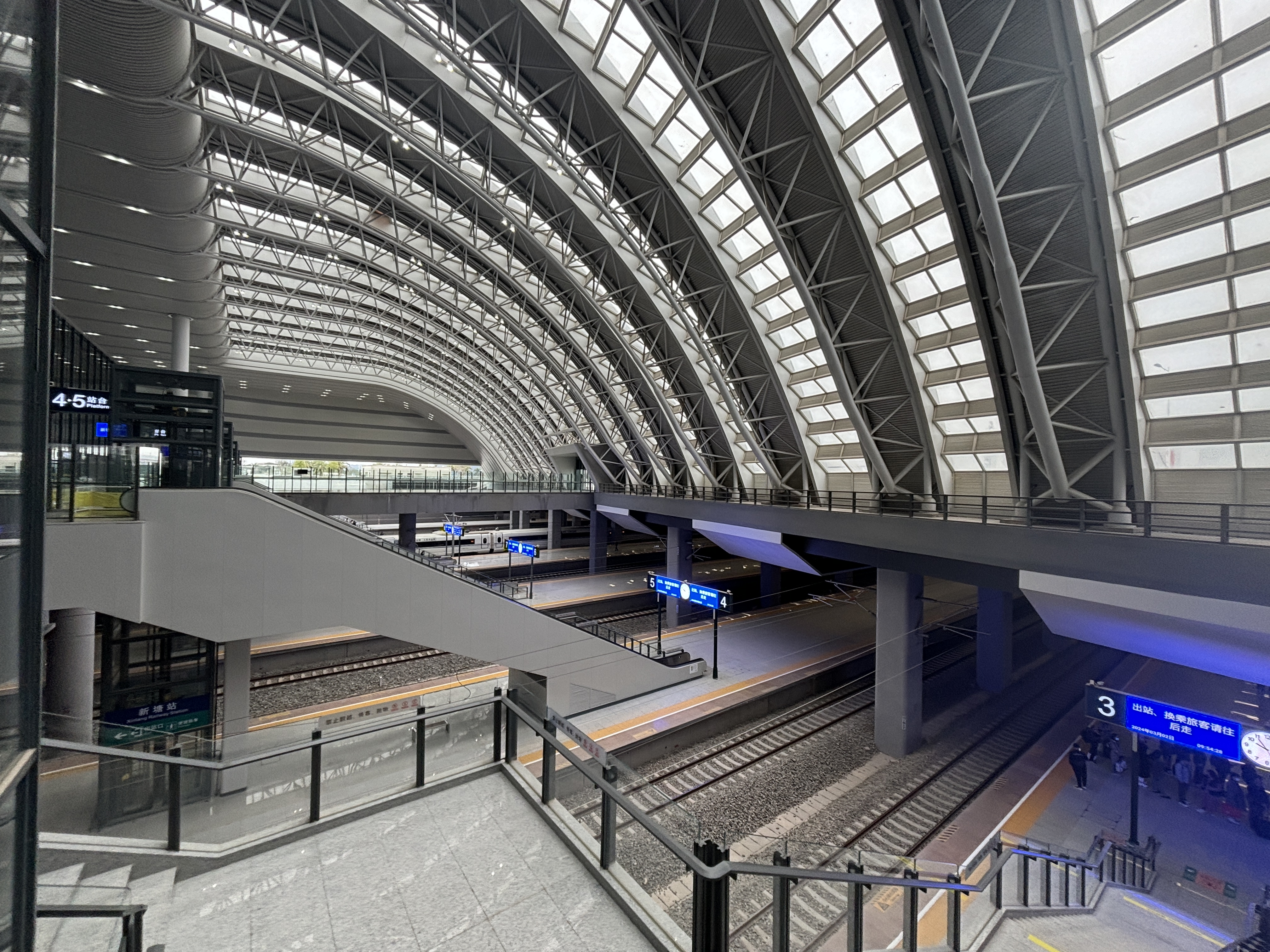
站场股道
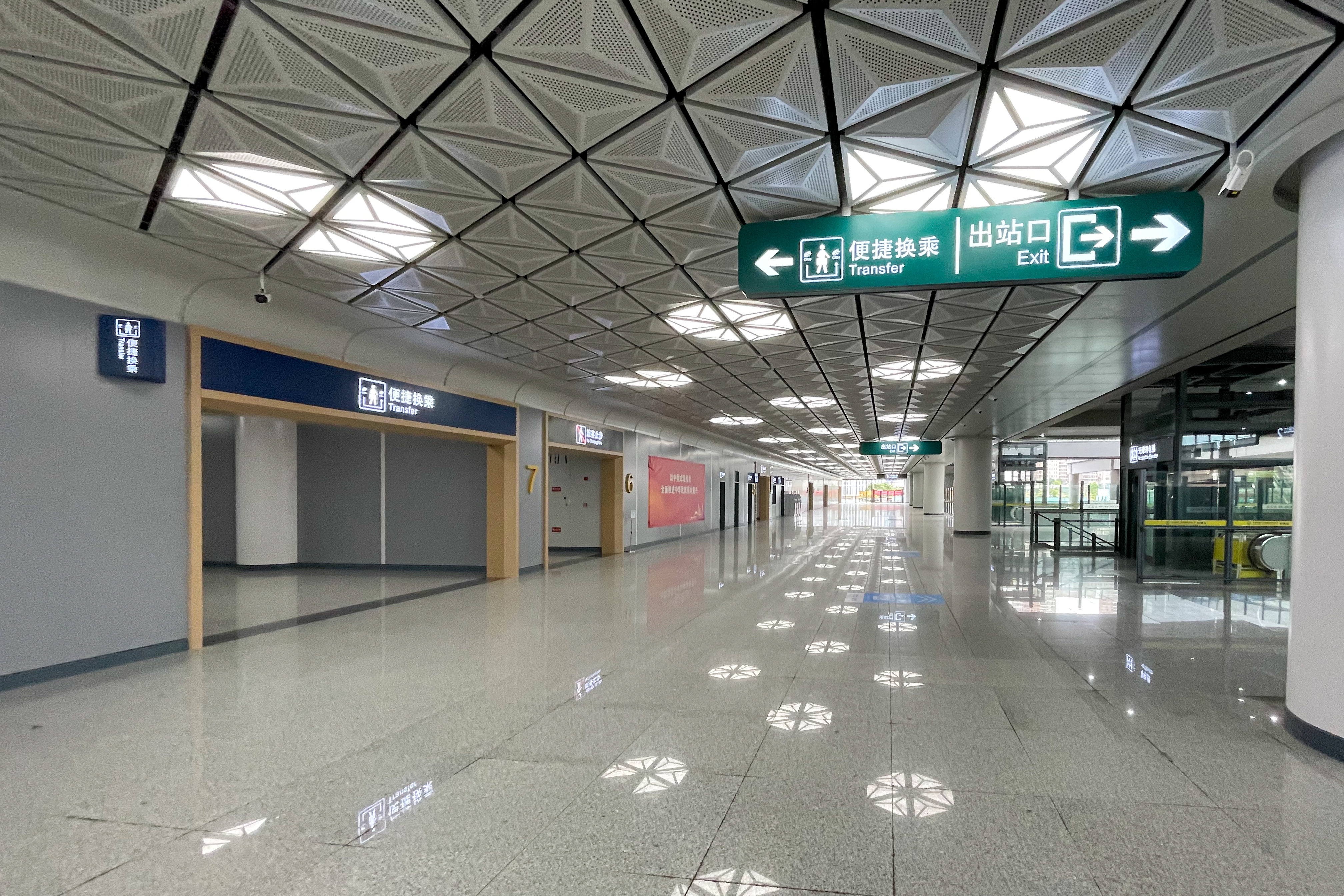
西侧出站通廊
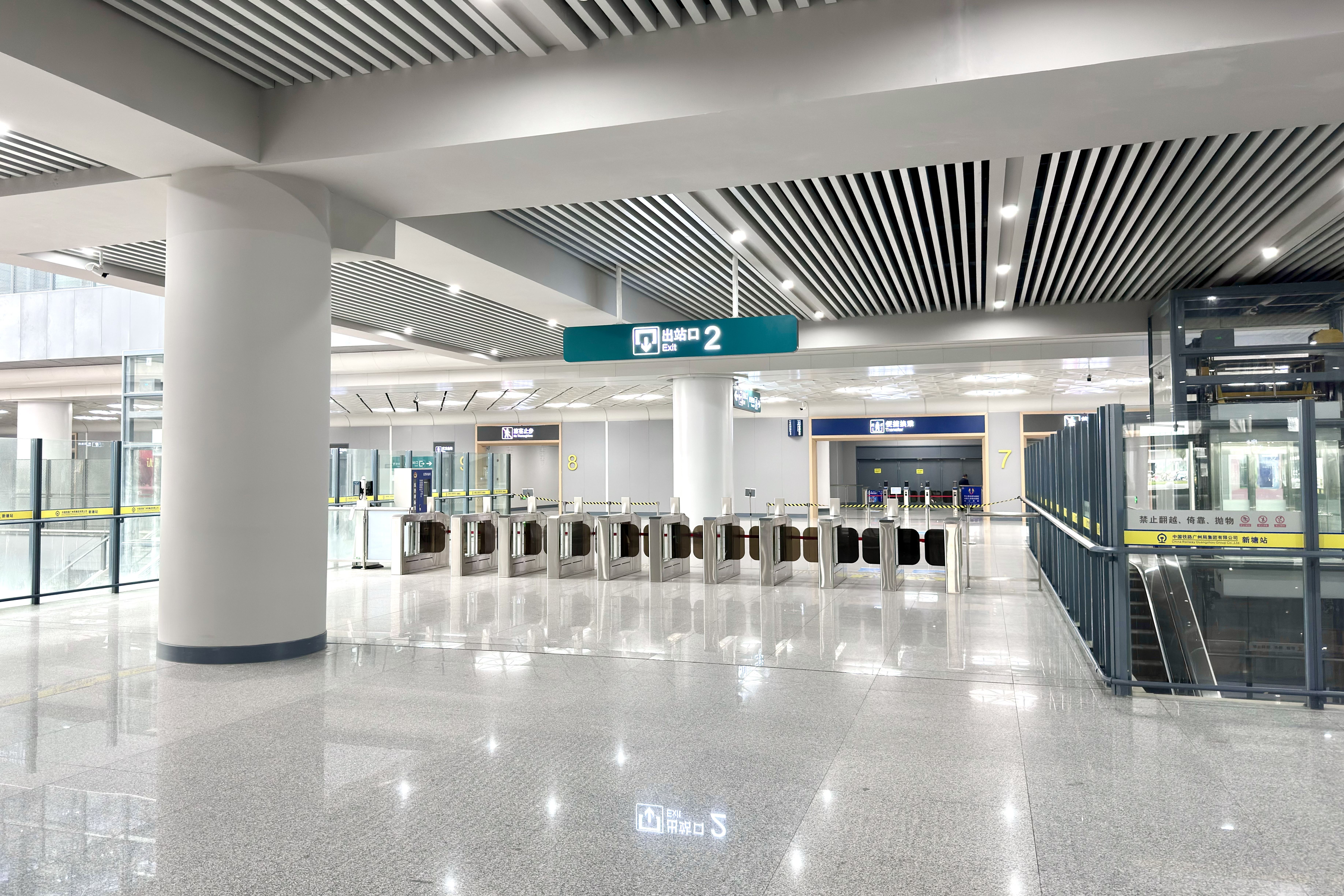
出站口2

## 利用状况

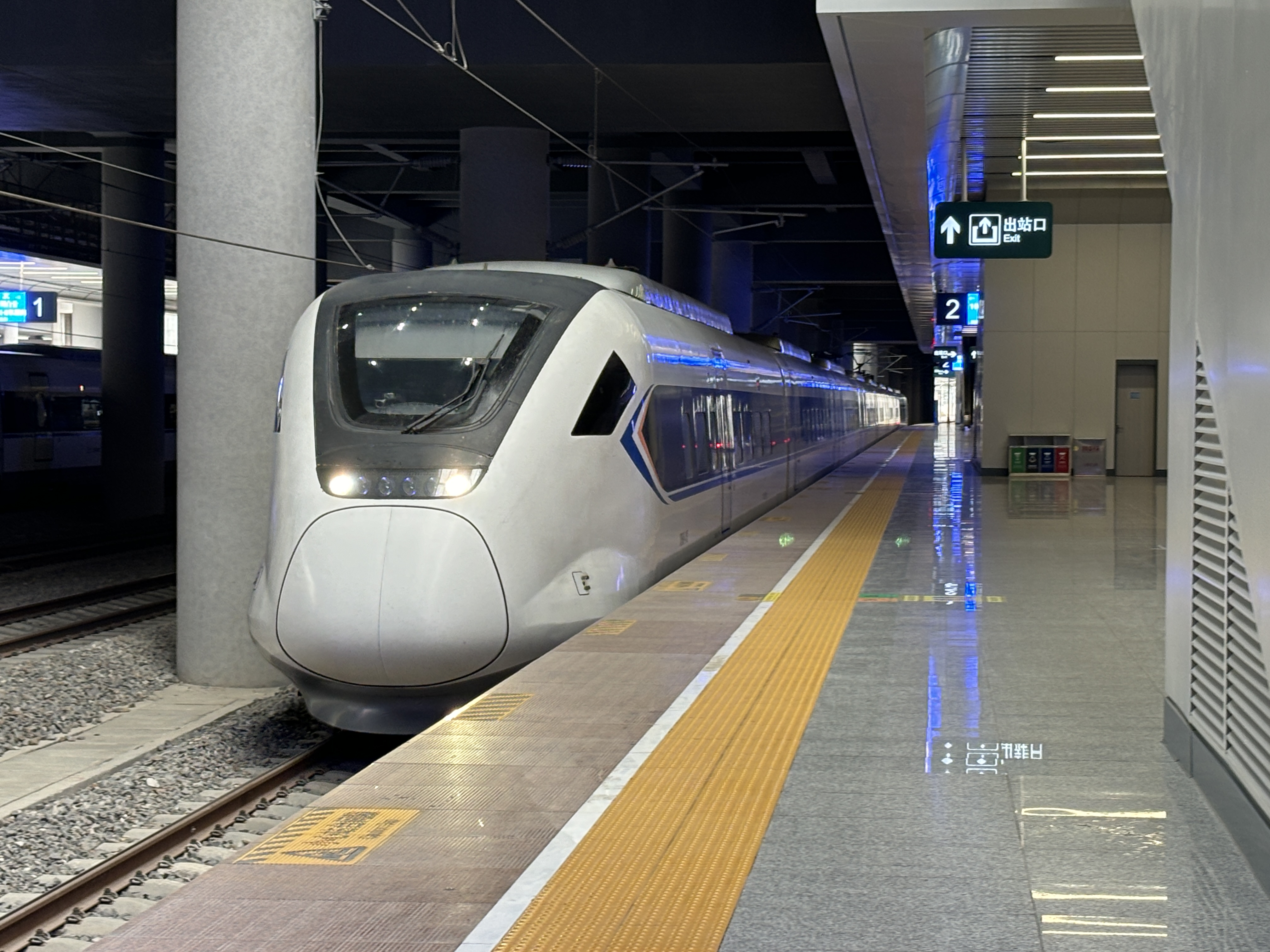
广深城际列车进入2站台

新塘站开通时，吸引本地乘客利用。1984年广深公路通车后，车站发送客流量开始下降，货运量亦十分低迷。2003年广深绿皮慢车8443/8444停运后，车站不再办理客运业务。铁路部门曾计划在新建广深四线开通后于广州至新塘区间开行市郊列车，但之后不了了之。
2023年改建后，新塘站开始停靠高铁列车。车站开通初期，因站场未完工，仅开行约58趟列车，且目的地均为粤东地区。2024年1月10日全国铁路季度调图后，新塘站开始办理广深城际列车及更多跨线列车的业务，使得本站目的地拓展至东莞、深圳等省内城市及江西、安徽、福建、湖南、浙江、江苏等省，营业列车达161列。同年6月15日调图后，本站营业列车增加至215列；当中为弥补穗深城际在本次调图后不进入广州东站的缺位，广深城际列车停靠本站的班次大幅增加至84列。
2025年1月5日调图后，新塘站营业列车再增加至258趟，其中首次开行往返香港西九龙站的列车。4月10日调图后，高峰期营业列车增加至275趟，首次增加6趟在本站始发终到的列车。

## 接驳交通

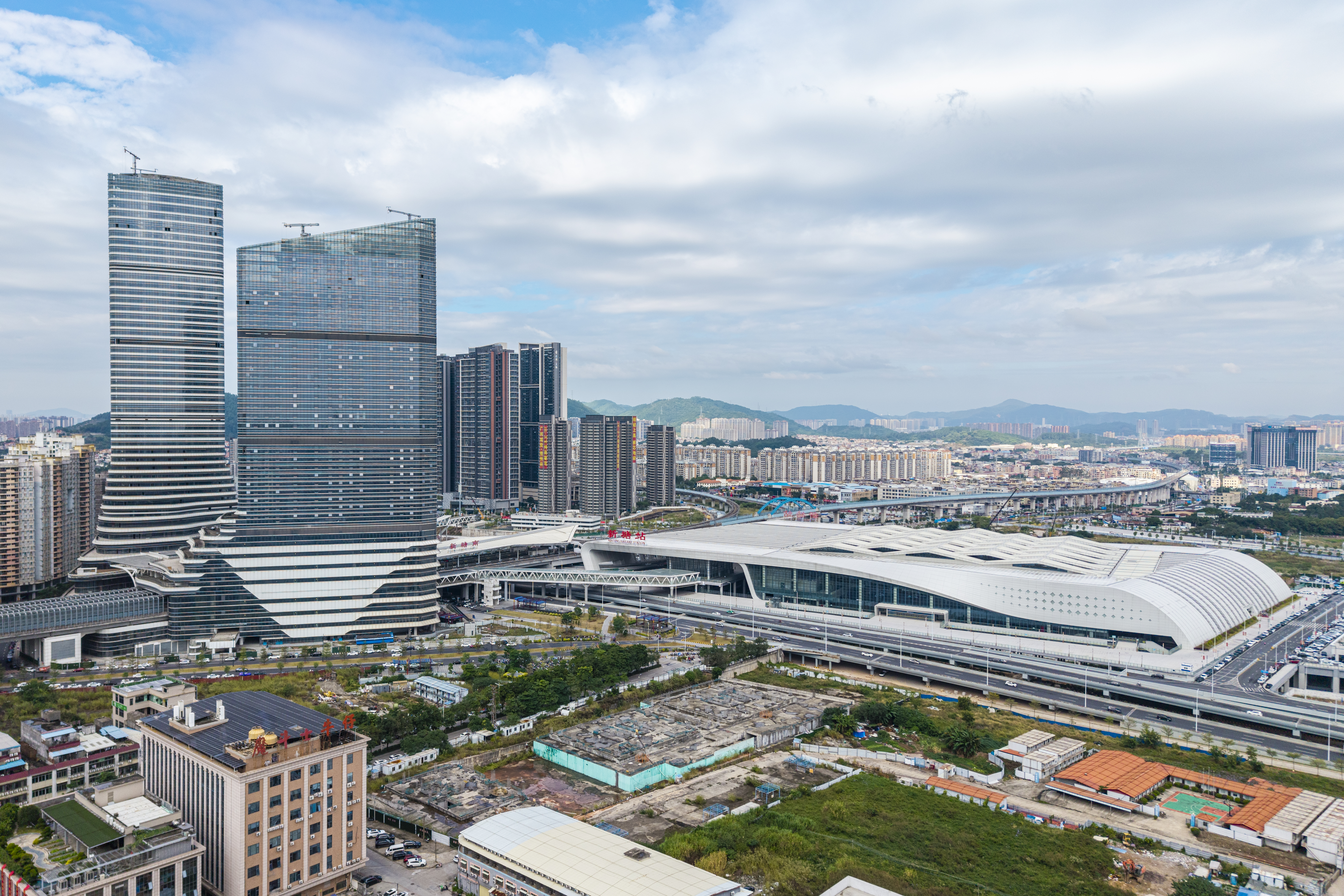
新塘站及临近的新塘南站

国铁新塘站附近设有城际新塘南站和地铁新塘站。前者可接驳穗深城际铁路；后者现时可接驳广州地铁13号线，未来还规划有16號線、17号线、20号线和28号线（佛穗莞城际）及其支线设站。三站届时将组成广州东部重要的交通枢纽。
值得一提的是，本站广汕场建设时，同步为一条南北向线路的车站建设了部分土建结构，预计待地铁20号线规划落实后，可供其使用。